# Leszek Bandach
Leszek Bandach (ur. 3 czerwca 1960 w Zielonej Górze) – psycholog, szermierz, olimpijczyk.
Podczas mistrzostw świata w Lyonie w 1990 roku Polacy w składzie: Piotr Kiełpikowski, Ryszard Sobczak, Leszek Bandach, Adam Krzesiński i Cezary Siess zdobyli srebrny medal w zawodach drużynowych. W tej samej konkurencji zdobył też brązowy medal na mistrzostwach świata w Essen w 1993 roku.
Wystartował na igrzyskach olimpijskich w Seulu (1988), gdzie w turnieju indywidualnym zajął 29. miejsce, a drużynowo był piąty. Były to jego jedyne starty olimpijskie.
Absolwent Uniwersytetu Śląskiego w Katowicach. Karierę sportową rozpoczynał w klubie Nadodrze Zielona Góra. Następnie reprezentował kluby: Zagłębie Sosnowiec, GKS Katowice, AZS-AWF Katowice, Górnik Radlin.

## Osiągnięcia
- 1979 - 2. miejsce w mistrzostwach Polski we florecie w drużynie
- 1981 - 1. miejsce w mistrzostwach Polski we florecie indywidualnie
- 1985 - 2. miejsce w mistrzostwach Polski we florecie indywidualnie
- 1985 - 2. miejsce w mistrzostwach Polski we florecie w drużynie
- 1986 - 2. miejsce w mistrzostwach Polski we florecie w drużynie
- 1988 - 3. miejsce w mistrzostwach Polski we florecie indywidualnie
- 1988 - 29. miejsce na letnich igrzyskach olimpijskich we florecie indywidualnie
- 1988 - 5. miejsce na letnich igrzyskach olimpijskich we florecie w drużynie
- 1989 - 3. miejsce w mistrzostwach Polski we florecie indywidualnie
- 1990 - 3. miejsce w mistrzostwach Polski we florecie indywidualnie
- 1990 - 2. miejsce w mistrzostwach Polski we florecie drużynowym
- 1990 - 2. miejsce w mistrzostwach świata we florecie w drużynie
- 1991 - 1. miejsce w mistrzostwach Polski we florecie indywidualnie
- 1991 - 3. miejsce w mistrzostwach Europy we florecie w drużynie
- 1993 - 3. miejsce w mistrzostwach świata we florecie w drużynie
- 1994 - 3. miejsce w mistrzostwach Polski we florecie indywidualnie